# 1901-es magyar teniszbajnokság
Az 1901-es magyar teniszbajnokság a nyolcadik magyar bajnokság volt. A bajnokságot június 7-én rendezték meg Budapesten, a BLTC Hermina úti pályáján.

## Eredmények
| Versenyszám  | Arany            | Arany | Ezüst              | Ezüst | Bronz                             | Bronz |
| ------------ | ---------------- | ----- | ------------------ | ----- | --------------------------------- | ----- |
| Férfi egyéni | Schmid Ödön BLTC |       | Vaniek László BBTE |       | Segner Pál BBTEHorthy Miklós Póla |       |